# Lienenklausicythere
Lienenklausicythere is een geslacht van uitgestorven kreeftachtigen uit de klasse van de Ostracoda (mosselkreeftjes).

## Soorten
- Lienenklausicythere acuticosta (Pietrzeniuk, 1965) †
- Lienenklausicythere camela (Moos, 1965) †